# Neuhofen an der Ybbs
Neuhofen an der Ybbs är en ort och kommun  i Österrike. Den ligger i distriktet Amstetten i förbundslandet Niederösterreich, 110 km väster om huvudstaden Wien. 
Kommunen består av sju orter (Ortschaften) (inom parentes invånarantal 1 januari 2024):

- Amesleiten (412)
- Kornberg (305)
- Neuhofen an der Ybbs (1 179)
- Perbersdorf (414)
- Scherbling (261)
- Schindau (343)
- Toberstetten (155)